# 2018
Il 2018 (MMXVIII in numeri romani) è un anno  del XXI secolo.

## Eventi

### Gennaio
- 1º gennaio: La Bulgaria assume per la prima volta la presidenza di turno dell'Unione europea.
- 3 gennaio: Vengono rese pubbliche le vulnerabilità informatiche Meltdown e Spectre, fino a quel giorno tenute segrete.
- 22 gennaio
  - George Weah giura come presidente della Liberia succedendo a Ellen Johnson Sirleaf.
  - Libia: a Bengasi un attentato terroristico di una cellula terroristica dello Shura Council of Benghazi Revolutionary, coalizione di milizie integraliste islamiche, compiuto con due autobomba, uccide 22 persone e ne ferisce 43.[1]
- 24 gennaio: Sulla rivista Cell viene annunciato che in Cina i macachi Zhong Zhong e Hua Hua sono i primi primati ad essere clonati con successo a partire da una cellula somatica adulta (un fibroblasto).[2][3]
- 28 gennaio
  - Finlandia: Alle elezioni presidenziali il presidente uscente Sauli Niinistö viene eletto per un secondo mandato[4].
  - Cipro: Primo turno delle elezioni presidenziali.

### Febbraio
- 4 febbraio: Níkos Anastasiádis viene rieletto per il secondo mandato al ballottaggio delle elezioni presidenziali di Cipro.
- 26 febbraio: Terremoto di magnitudo 7,5 in Papua Nuova Guinea.

### Marzo
- 4 marzo: Si tengono le elezioni politiche in Italia, vince la coalizione di centrodestra mentre il Movimento 5 Stelle diventa primo partito nel Paese.
- 18 marzo: elezioni presidenziali in Russia.

### Aprile
- 8 aprile: elezioni parlamentari in Ungheria
- 11 aprile: Incidente dell'Ilyushin Il-76 dell'Aeronautica militare algerina
- 15 aprile: elezioni presidenziali in Montenegro
- 22 aprile: elezioni generali in Paraguay
- 23 aprile: Attentato a Toronto

### Maggio
- 8 maggio: uscita degli Stati Uniti dall'accordo sul nucleare iraniano.
- 9 maggio: elezioni parlamentari in Malaysia
- 12 maggio: elezioni parlamentari in Iraq
- 27 maggio: primo turno delle elezioni presidenziali in Colombia

### Giugno
- La sonda automatica dell'Agenzia spaziale giapponese Hayabusa 2 raggiunge l'asteroide 162173 Ryugu.
- 8-9 giugno: 44º vertice del G7 a La Malbaie in Québec, Canada.
- 17 giugno: secondo turno delle elezioni presidenziali in Colombia

### Luglio
- 1º luglio
  - l'Austria assume la presidenza di turno dell'Unione europea.
  - elezioni presidenziali e parlamentari in Messico
- 23-26 luglio: scoppia una serie di incendi in Attica, Grecia.
- 27 luglio: si verifica l'eclissi lunare più lunga del XXI secolo con una magnitudo di 1.613.
- 30 luglio: Emmerson Mnangagwa viene eletto presidente dello Zimbabwe.

### Agosto
- 4 agosto: il presidente del Venezuela Nicolás Maduro, durante un discorso, esce incolume da un attentato effettuato con droni carichi di esplosivi.[5]
- 5 agosto: una forte scossa di terremoto colpisce l'isola di Lombok, in Indonesia, causando 460 morti e oltre 20 000 sfollati.

### Settembre
- 2 settembre: un incendio distrugge il Museo nazionale del Brasile a Rio de Janeiro.
- 9 settembre: elezioni legislative in Svezia
- 28 settembre: un terremoto di magnitudo 7,5 causa uno tsunami che uccide 4 340 persone e ne ferisce 10 679 nell'isola di Sulawesi in Indonesia.

### Ottobre
- 6 ottobre: elezioni parlamentari in Lettonia.
- 7 ottobre: elezioni generali in Brasile.
- 15 ottobre: Il Patriarca di Mosca Cirillo rompe la comunione col Patriarcato di Costantinopoli.
- 29 ottobre: Il volo Lion Air 610, operato da un Boeing 737 MAX precipita pochi minuti dopo il decollo dall'aeroporto di Giacarta, Indonesia, causando 189 vittime.

### Novembre
- 4 novembre: referendum per l'indipendenza della Nuova Caledonia dalla Francia.
- 17 novembre: in Francia il Movimento dei gilet gialli inizia una serie di proteste contro il governo.
- 26 novembre: la Sonda InSight atterra con successo sulla superficie di Marte.

### Dicembre
- 11 dicembre: un terrorista spara alla folla a Strasburgo, uccidendo 5 persone e ferendone 12 dandosi poi alla fuga. Verrà trovato due giorni dopo e ucciso in seguito a uno scontro a fuoco con la polizia.

## Nati
- 20 marzo - Nanasipauʻu Eliana, principessa tongana
- 23 aprile - Louis di Galles, principe britannico

## Morti
Ci sono circa 2 200 voci su persone morte nel 2018; vedi la pagina Morti nel 2018 per un elenco descrittivo o la categoria Morti nel 2018 per un indice alfabetico.

## Calendario
| Calendario 2018 | Calendario 2018 | Calendario 2018 | Calendario 2018 | Calendario 2018 | Calendario 2018 | Calendario 2018 | Calendario 2018 | Calendario 2018 | Calendario 2018 | Calendario 2018 | Calendario 2018 | Calendario 2018 | Calendario 2018 | Calendario 2018 | Calendario 2018 | Calendario 2018 | Calendario 2018 | Calendario 2018 | Calendario 2018 | Calendario 2018 | Calendario 2018 | Calendario 2018 | Calendario 2018 | Calendario 2018 | Calendario 2018 | Calendario 2018 | Calendario 2018 | Calendario 2018 | Calendario 2018 | Calendario 2018 | Calendario 2018 | Calendario 2018 |
| --------------- | --------------- | --------------- | --------------- | --------------- | --------------- | --------------- | --------------- | --------------- | --------------- | --------------- | --------------- | --------------- | --------------- | --------------- | --------------- | --------------- | --------------- | --------------- | --------------- | --------------- | --------------- | --------------- | --------------- | --------------- | --------------- | --------------- | --------------- | --------------- | --------------- | --------------- | --------------- | --------------- |
|                 | 1               | 2               | 3               | 4               | 5               | 6               | 7               | 8               | 9               | 10              | 11              | 12              | 13              | 14              | 15              | 16              | 17              | 18              | 19              | 20              | 21              | 22              | 23              | 24              | 25              | 26              | 27              | 28              | 29              | 30              | 31              |                 |
| Gennaio         | Lu              | Ma              | Me              | Gi              | Ve              | Sa              | Do              | Lu              | Ma              | Me              | Gi              | Ve              | Sa              | Do              | Lu              | Ma              | Me              | Gi              | Ve              | Sa              | Do              | Lu              | Ma              | Me              | Gi              | Ve              | Sa              | Do              | Lu              | Ma              | Me              |                 |
| Febbraio        | Gi              | Ve              | Sa              | Do              | Lu              | Ma              | Me              | Gi              | Ve              | Sa              | Do              | Lu              | Ma              | Me              | Gi              | Ve              | Sa              | Do              | Lu              | Ma              | Me              | Gi              | Ve              | Sa              | Do              | Lu              | Ma              | Me              |                 |                 |                 |                 |
| Marzo           | Gi              | Ve              | Sa              | Do              | Lu              | Ma              | Me              | Gi              | Ve              | Sa              | Do              | Lu              | Ma              | Me              | Gi              | Ve              | Sa              | Do              | Lu              | Ma              | Me              | Gi              | Ve              | Sa              | Do              | Lu              | Ma              | Me              | Gi              | Ve              | Sa              |                 |
| Aprile          | Do              | Lu              | Ma              | Me              | Gi              | Ve              | Sa              | Do              | Lu              | Ma              | Me              | Gi              | Ve              | Sa              | Do              | Lu              | Ma              | Me              | Gi              | Ve              | Sa              | Do              | Lu              | Ma              | Me              | Gi              | Ve              | Sa              | Do              | Lu              |                 |                 |
| Maggio          | Ma              | Me              | Gi              | Ve              | Sa              | Do              | Lu              | Ma              | Me              | Gi              | Ve              | Sa              | Do              | Lu              | Ma              | Me              | Gi              | Ve              | Sa              | Do              | Lu              | Ma              | Me              | Gi              | Ve              | Sa              | Do              | Lu              | Ma              | Me              | Gi              |                 |
| Giugno          | Ve              | Sa              | Do              | Lu              | Ma              | Me              | Gi              | Ve              | Sa              | Do              | Lu              | Ma              | Me              | Gi              | Ve              | Sa              | Do              | Lu              | Ma              | Me              | Gi              | Ve              | Sa              | Do              | Lu              | Ma              | Me              | Gi              | Ve              | Sa              |                 |                 |
| Luglio          | Do              | Lu              | Ma              | Me              | Gi              | Ve              | Sa              | Do              | Lu              | Ma              | Me              | Gi              | Ve              | Sa              | Do              | Lu              | Ma              | Me              | Gi              | Ve              | Sa              | Do              | Lu              | Ma              | Me              | Gi              | Ve              | Sa              | Do              | Lu              | Ma              |                 |
| Agosto          | Me              | Gi              | Ve              | Sa              | Do              | Lu              | Ma              | Me              | Gi              | Ve              | Sa              | Do              | Lu              | Ma              | Me              | Gi              | Ve              | Sa              | Do              | Lu              | Ma              | Me              | Gi              | Ve              | Sa              | Do              | Lu              | Ma              | Me              | Gi              | Ve              |                 |
| Settembre       | Sa              | Do              | Lu              | Ma              | Me              | Gi              | Ve              | Sa              | Do              | Lu              | Ma              | Me              | Gi              | Ve              | Sa              | Do              | Lu              | Ma              | Me              | Gi              | Ve              | Sa              | Do              | Lu              | Ma              | Me              | Gi              | Ve              | Sa              | Do              |                 |                 |
| Ottobre         | Lu              | Ma              | Me              | Gi              | Ve              | Sa              | Do              | Lu              | Ma              | Me              | Gi              | Ve              | Sa              | Do              | Lu              | Ma              | Me              | Gi              | Ve              | Sa              | Do              | Lu              | Ma              | Me              | Gi              | Ve              | Sa              | Do              | Lu              | Ma              | Me              |                 |
| Novembre        | Gi              | Ve              | Sa              | Do              | Lu              | Ma              | Me              | Gi              | Ve              | Sa              | Do              | Lu              | Ma              | Me              | Gi              | Ve              | Sa              | Do              | Lu              | Ma              | Me              | Gi              | Ve              | Sa              | Do              | Lu              | Ma              | Me              | Gi              | Ve              |                 |                 |
| Dicembre        | Sa              | Do              | Lu              | Ma              | Me              | Gi              | Ve              | Sa              | Do              | Lu              | Ma              | Me              | Gi              | Ve              | Sa              | Do              | Lu              | Ma              | Me              | Gi              | Ve              | Sa              | Do              | Lu              | Ma              | Me              | Gi              | Ve              | Sa              | Do              | Lu              |                 |

## Premi Nobel
In quest'anno sono stati conferiti i seguenti Premi Nobel:
- per la Medicina: James Patrick Allison, Tasuku Honjo
- per la Fisica: Arthur Ashkin, Gérard Mourou, Donna Strickland
- per la Chimica: Frances Arnold, George P. Smith, Greg Winter
- per la Letteratura: Olga Tokarczuk (Assegnato nel 2019)[6][7]
- per la Pace: Denis Mukwege, Nadia Murad
- per l'Economia: William Nordhaus, Paul Romer

## Musica
- 8-12 maggio: la 63ª edizione dell'Eurovision Song Contest si tiene per la prima volta a Lisbona, in Portogallo, e viene vinta da Israele per la quarta volta.
- 25 novembre: si svolge il 16ª Junior Eurovision Song Contest a Minsk, in Bielorussia e viene vinto dalla Polonia per la prima volta.

## Sport
- Dal 9 febbraio al 25 febbraio si sono tenuti i XXIII Giochi olimpici invernali a Pyeongchang, Corea del Sud.
- Dal 9 marzo al 18 marzo si sono tenuti i XII Giochi paralimpici invernali a Pyeongchang.
- Dal 14 giugno al 15 luglio si è tenuto il campionato mondiale di calcio in Russia, vinto dalla Francia battendo 4-2 in finale la Croazia.